# Кузнецов, Николай Леонтьевич
Николай Леонтьевич Кузнецов (1909—1966) — капитан Советской Армии, участник Великой Отечественной войны, Герой Советского Союза (1945).

## Биография
Николай Кузнецов родился 24 декабря 1909 года в Царицыне (в настоящий момент — Волгоград). После окончания семи классов школы и школы фабрично-заводского ученичества работал слесарем на заводе «Красный Октябрь». В 1931—1934 годах проходил службу в РККА. В 1941 году Кузнецов повторно был призван в армию. С августа того же года — на фронтах Великой Отечественной войны. В 1943 году он окончил командно-штабные курсы.
К апрелю 1945 года капитан Николай Кузнецов командовал 3-м стрелковым батальоном 1052-го стрелкового полка 301-й стрелковой Сталинской ордена Суворова дивизии 9-го стрелкового Бранденбургского корпуса 5-й ударной армии 1-го Белорусского фронта. Отличился во время боёв в Германии. 14 апреля 1945 года в бою под населённым пунктом Гольцов к северо-востоку от Зелова батальон Кузнецова успешно прорвал 5 линий немецкой обороны. В ночь с 16 на 17 апреля во время боя за город Гузов батальон Кузнецова ворвался в замок и очистил его, после чего водрузил над ним Красное Знамя. 18 апреля батальон успешно переправился через Одер и отразил ряд контратак противника. В бою на западной окраине города Буккова Кузнецов получил тяжёлое ранение.
Указом Президиума Верховного Совета СССР от 31 мая 1945 года за «образцовое выполнение боевых заданий командования на фронте борьбы с немецкими захватчиками и проявленные при этом мужество и героизм» капитан Николай Кузнецов был удостоен звания Героя Советского Союза с вручением ордена Ленина и медали «Золотая Звезда» за номером 6719.
В 1946 году Кузнецов был уволен в запас. Вернулся в Волгоград, работал в органах МВД СССР. Умер 12 декабря 1966 года.
Был также награждён орденами Красного Знамени, Александра Невского, Отечественной войны 1-й степени, Красной Звезды, рядом медалей.
В честь Кузнецова названа улица в Волгограде.